# Megumi Murakami
Megumi Murakami (japanisch 村上めぐみ Murakami Megumi; * 14. September 1985 in Echizen, Fukui) ist eine japanische Beachvolleyballspielerin. Sie nahm an den 2021 ausgetragenen Olympischen Spielen 2020 teil.

## Karriere
Auf ihren ersten vier Turnieren in den Jahren 2011 und 2014 mit verschiedenen Partnerinnen erreichte Megumi Murakami keine nennenswerten Ergebnisse. Das änderte sich jedoch, als sie 2015 mit Miki Ishii ein neues Beachduo bildete. Die beiden Japanerinnen gewannen 2016 die Bronzemedaille bei den asiatischen Beachvolleyballmeisterschaften. Im gleichen Jahr wurden sie Fünfte beim Grand Slam in Long Beach und belegten in der folgenden Saison bei der Asienmeisterschaft den fünften Rang. 2018 wurde das Beachduo Fünfte beim fünf-Sterne-Event in Gstaad, gewann eine weitere Bronzemedaille bei den Asienmeisterschaften und belegte zum Jahresabschluss beim Vier-Sterne-Turnier in Las Vegas den neunten Rang, den die beiden Sportlerinnen zum Jahresanfang der neuen Saison bei der gleichwertigen Veranstaltung in Den Haag bestätigen konnten. Sie erreichten drei Siege bei nationalen Turnieren, starteten bei der WM in Hamburg und wurden dort 33. und belegten bei weiteren vier-Sterne-Veranstaltungen in Moskau den neunten und in Chetumal den fünften Platz.
2020 erreichten sie zum dritten Mal den Bronzerang bei den asiatischen Kontinentalmeisterschaften. In ihrer letzten gemeinsamen Saison gelang Ishii und Murakami 2021 noch ein Sieg bei einem nationalen Turnier in Almelo und sie nahmen zum ersten Mal an Olympischen Spielen teil. In der Hauptstadt ihres Heimatlandes belegten sie nach einem dritten Platz in der Gruppe F und der Niederlage in der Lucky Loser Runde den 17. Rang.
Ende 2021 wechselte Ishii zu Sayaka Mizoe, während Paurine Emiri Oto und Megumi Murakami bei drei nationalen Veranstaltungen zusammen spielten, bei denen das Duo jeweils den fünften Rang belegte. Anschließend wurde Sakurako Fujii die Partnerin der aus Fukui stammenden Sportlerin. Bei ihrem ersten gemeinsamen nationalen Turnier im November 2021 in Okinawa wurden sie Dritte. In der folgenden Saison erreichten sie bei Future Events einen fünften und zwei neunte Ränge, während sie bei Challenge Veranstaltungen nicht über die Plätze 25 und 33 hinauskamen.